# Sernaglia della Battaglia
Sernaglia della Battaglia (velenceiül Sernaja de ła Bataja) település Olaszországban, Veneto régióban, Treviso megyében. Lakosainak száma 6051 fő (2023. január 1.). Sernaglia della Battaglia Farra di Soligo, Giavera del Montello, Moriago della Battaglia, Nervesa della Battaglia, Pieve di Soligo, Susegana és Volpago del Montello községekkel határos.

## Népesség
A település népességének változása:
| Lakosok száma | 6212 | 6176 | 6051 |
|               | 2017 | 2018 | 2023 |